# Vorarlberg
Le Vorarlberg est le land le plus occidental de l'Autriche. Situé « devant l'Arlberg » (en allemand : vor dem Arlberg), sa superficie est de 2 601 km2 et sa population est de 409 915 habitants. Sa capitale est Brégence, sa plus grande ville est Dornbirn. Il est bordé à l'ouest par le canton suisse de Saint-Gall et le Liechtenstein, au nord par le land allemand de Bavière, au sud par le canton suisse des Grisons et à l'est par le land autrichien du Tyrol. C'est le seul land alémanique d'Autriche.
La route du col de l'Arlberg, rendue carrossable en 1825, et le tunnel ferroviaire long de 10 250 m, terminé en 1884, ont créé un lien permanent entre le Vorarlbeg et le Tyrol à l'est. Le tunnel routier de l'Arlberg, long de 14 km, ouvert fin 1978, constitue une liaison sûre entre ces deux provinces en toute saison.
Ce land tente de devenir autonome en énergie d'ici à 2050, par des démarches de partage des ressources, sur le modèle des villes en transition.

## Histoire
Vers l'an 15, les généraux romains Drusus et Tibère occupent la région qui sera intégrée à la province de Rhétie pendant l'Empire romain.
Saint Colomban et son disciple saint Gall partis d'Irlande christianisent le Vorarlberg après leur passage en Franche-Comté et dans le Valais.
La région devient franque sous le roi Dagobert puis subit l'occupation magyare au Xe siècle.
Vorarlberg signifie littéralement « devant la montagne d'Arl ». Le nom Arl ou Arlberg remonte à 1218, sous différentes orthographes (Arle, Arlen, Mons Arula, Arlenperge) et provient des nombreux buissons d'Arlen qui s'y trouvent, les fameux pins de montagne.
Le Vorarlberg se germanise à partir du XIIIe à l'initiative de seigneurs locaux qui font venir des paysans montagnards du Valais en 1280 ou des Grisons en 1313.
Jusqu'en 1375, le Vorarlberg était composé d'une multitude de comtés. Les Habsbourg les achetèrent au fil des ans, en commençant par Feldkirch, puis parmi les principaux Bludenz, Brégence et enfin Lustenau en 1814.
Lors d'un référendum organisé en mai 1919, au lendemain du premier conflit mondial et du subséquent démantèlement de l'Empire austro-hongrois, 81 % des habitants du Vorarlberg souhaitèrent leur rattachement à la Suisse, mais du fait de la réticence des Suisses envers un projet promettant, moins d'un siècle après le conflit politico-confessionnel dit du Sonderbund, de bousculer l'équilibre relativement précaire entre Latins (Romands, italophones, romanchophones) et germanophones, catholiques et protestants, libéraux et conservateurs, les rédacteurs du Traité de Saint-Germain-en-Laye n'en tinrent pas compte. De plus, si cela avait été réalisé, le Liechtenstein aurait été enclavé au sein de la Suisse.
De 1945 à 1955, le Vorarlberg a été occupé et administré par la France dans le cadre de l'occupation de l'Autriche par les alliés.

### Administration

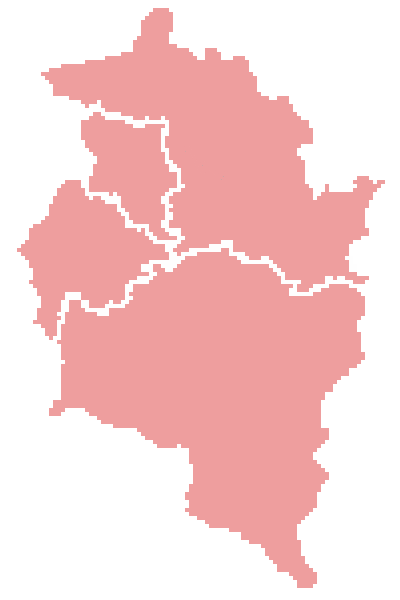
Divisions administratives du Vorarlberg.

## Carte interactive des districts du Vorarlberg

### Régions
Le Vorarlberg se compose de six principales régions :
- Arlberg, avec les villages de Lech Zürs sur l’Arlberg, Stuben am Arlberg, Klösterle ;
- Rheintal, autour du lac international de Constance avec les villes de Brégence, Dornbirn, Hohenems et Feldkirch ;
- les trois vallées alpines Brandnertal, Klostertal et Grosses Walsertal et la ville de Bludenz ;
- Bregenzerwald : avec les villes de Andelsbuch et Schwarzenberg ;
- Kleinwalsertal : 36 sommets encadrent la vallée qui n'est accessible par la route que depuis l'Allemagne ;
- Montafon : vallée alpine de 39 km de long avec ses onze localités, avec le plus haut sommet du Vorarlberg, le Piz Buin (3 312 m) et la route alpine de la Silvretta.

### Villes
Le Vorarlberg compte 96 communes.
Ses principales villes sont :
- Brégence, 25 000 habitants environ, est la capitale politique et touristique de la région. Elle est en effet située sur le lac de Constance (Bodensee en allemand), lac bordé par l'Allemagne, la Suisse et bien sûr le Vorarlberg en Autriche. Elle est très prisée par les touristes de tous horizons. Brégence accueille de plus tous les ans en août un festival lacustre ;
- Dornbirn, 44 000 habitants environ, est souvent considérée comme la capitale économique et industrielle du Vorarlberg ;
- Feldkirch, 32 000 habitants environ ;
- Lustenau (dans le canton de Dornbirn), 21 000 habitants environ (au 31 décembre 2006) ;
- Bludenz, 15 000 habitants environ.

Les quatre premières villes se situent sur la partie occidentale du Vorarlberg, le long de la vallée du Rhin, et forment un espace urbain quasi continu qui s'étend du nord-ouest (lac de Constance) au sud-ouest de la région. Le reste du pays, à l'est de la vallée rhénane, est montagneux et représente le début des Alpes autrichiennes.

### Vallées
Le Vorarlberg est structuré géographiquement principalement par les vallées et leurs rivières : la vallée du Rhin avec le Rhin et le Walgau avec l'Ill sont les régions les plus peuplées. Les autres vallées et leurs rivières sont le Montafon (Ill), le Klostertal (Alfenz), le Großes Walsertall (Lutz), le Brandnertal (Alvier), le Laternsertal (Frutz), le Leiblachtal (Leiblach), le Bregenzerwald (Bregenzerwald), le Kleinwalsertal (Breitach) et le Lechtal (Lech) dans la région de l'Arlberg.

#### Vallée du Rhin
La vallée du Rhin, située dans la région autrichienne du Vorarlberg, est découpée en vallées du Rhin supérieure et inférieure. La vallée supérieure est appelée Oberland et la vallée inférieure Unterland. La vallée inférieure (appelée aussi parfois Vorderland) s’étend de la rive du Lac de Constance jusqu’au mont Kummenberg. La vallée inférieure se situe au sud de ce mont. La vallée inférieure englobe l’ensemble du district de Dornbirn et tous les territoires du district de Brégence qui se situent dans la vallée du Rhin. Dans ce domaine, qui comprend les agglomérations de Brégence et Dornbirn, vivent environ 180 000 habitants, c’est-à-dire presque la moitié de la population du Vorarlberg. Il fait partie des régions les plus peuplées d’Europe. Le ‘poumon vert’ de cette région est le Vorarlberger Ried, un espace naturel dans lequel se trouvent des espaces naturels protégés et qui s’étend entre la frontière de la Suisse et les territoires urbanisés de Brégence-Dornbirn.
D'un point de vue géographique, la vallée du Rhin inférieure comprend aussi la commune d’Altach. À cause de ses liens historiques avec la commune de Götzis, et par conséquent son appartenance au district de Feldkirch, Altach est considéré comme appartenant au Oberland (vallée supérieure).

### Hydrographie
Le fleuve principal du Vorarlberg est le Rhin, qui forme la frontière avec la Suisse sur une longue distance. L'Ill est le deuxième fleuve le plus important et traverse le Montafon et le Walgau avant de se jeter dans le Rhin à Meiningen. Les autres rivières importantes sont Bregenzer Ach et Dornbirner Ach.
Le lac le plus grand est le lac de Constance, auquel participe le Vorarlberg dont la longueur de la côte dépasse 11 % (28 km). Les autres lacs importants sont le lac de Lün et le Kopsspeicher, mais tous deux sont des réservoirs du Vorarlberger Illwerke.

### Orographie
S'étendant sur un différentiel d'altitude de presque 3 000 mètres, la diversité naturelle du Vorarlberg est étendue et comprend des hauts plateaux alpins, des vallées boisées, des prairies riches en espèces animales et végétales, des landes et des paysages fluviaux. Le Vorarlberg se distingue par sa grande biodiversité, qui abrite de nombreuses espèces animales et végétales. La variété de la région provient aussi de ses 3 933 rivières et ruisseaux, de plus de 700 sommets montagneux.

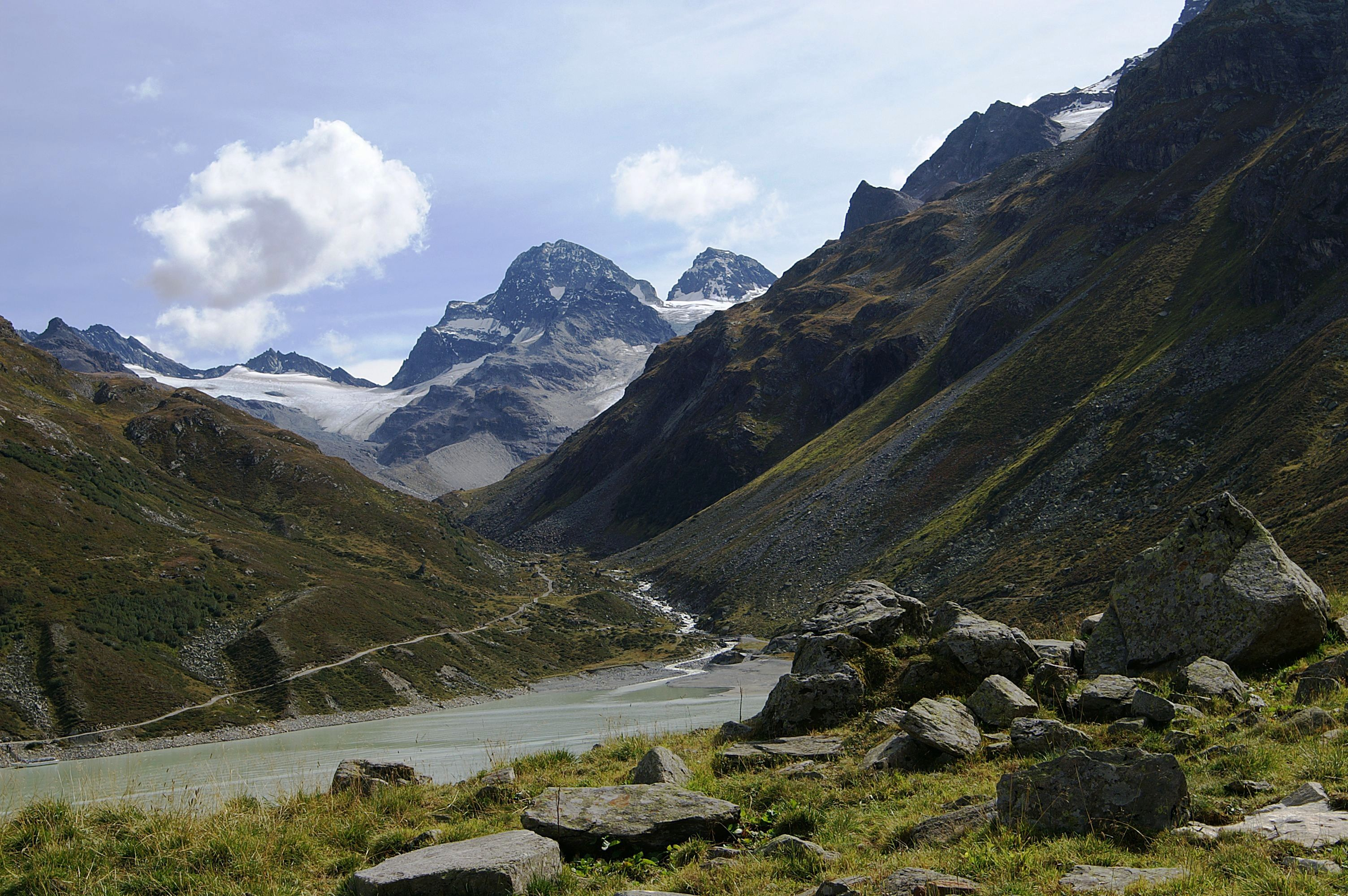
Le massif de Silvretta, avec le plus haut sommet du Vorarlberg, le Piz Buin.

Le Vorarlberg comprend plus de vingt montagnes culminant à plus de 3 000 m d'altitude. Le plus haut sommet du land est le Piz Buin à 3 312 m d'altitude, dans le massif de Silvretta, à cheval entre l'Autriche et la Suisse (canton des Grisons). Les autres montagnes connues sont le Zimba et le Schesaplana dans le massif du Rätikon, le Rote Wand dans le massif de Lechquellen, les Drei Türme dans la vallée de Montafon, les Drei Schwestern (près de Frastanz/Feldkirch), le Diedamskopf et le Kanisfluh dans le massif du Bregenzerwald, le Grosser Widderstein (la plus haute montagne du Kleinwalsertal), le Karren à Dornbirn et le Pfänder à Brégence.
Le massif le plus célèbre est Silvretta dans le sud-est du land. Ici, se trouve également le plus grand glacier du Vorarlberg. Le Rätikon est également situé dans le sud du land, à la frontière avec la Suisse. Les montagnes tombent rapidement vers le nord. Dans le massif du Bregenzerwald, les hauteurs montagneuses augmentent progressivement vers le sud-est jusqu'à 2 650 m (Braunarlspitze). La montagne bien connue de la capitale, le Pfänder (1 064 m), au nord-ouest du land, s'élève à plus de 650 m au-dessus du lac de Constance, mais reste l’une des montagnes les plus basses du pays.

### Réserves naturelles

#### Réserve de biosphère de la Großes Walsertal
Sa superficie  est de 19 231 ha. Il y a 3 420 habitants et environ 180 fermes (dont 42% classées en agriculture biologique). La réserve aspire à une économie et un tourisme durables dans la région et offre une plate-forme de discussion sur la société, la politique et la science. La réserve de Großes Walsertal est désignée au titre de réserve de biosphère de l'UNESCO depuis novembre 2000.

#### Parc naturel Nagelfluhkette
est un parc naturel transfrontalier entre l'Allemagne et l'Autriche. Le parc naturel couvre 24 700 ha. du district d'Oberallgäu et 16 300 ha. de la forêt adjacente de Bregenz, soit un total d'environ 410 km2 de superficie totale. Le paysage montagneux présente un réseau dense de sentiers de randonnée bien développés et uniformément balisés, il a été inauguré en 2008.

#### Delta du Rhin
Le delta du Rhin est la plus grande réserve naturelle à biotope humide du lac de Constance. Il englobe 2 000 hectares de surfaces protégées. C’est une escale pour les oiseaux migrateurs. 330 espèces ont pu être observées. En Vorarlberg, c’est un domaine Natura 2000 depuis 2003 (habitat de la faune et de la flore, protection des oiseaux) et un site Ramsar (selon la Convention relative aux zones humides d'importance internationale particulièrement comme habitats des oiseaux d'eau) depuis le 16 décembre 1982.

## Économie
Le Vorarlberg est l'une des régions industrielles les plus anciennes d'Autriche, et demeure le Land le plus industrialisé et le plus riche d'Autriche, son industrie étant la plus tournée vers l'exportation (environ 70 %). L'industrie textile a aujourd'hui[Quand ?] perdu de son importance au profit de la mécanique de précision, de l'électronique et du tourisme (notamment Lech, Zürs am Arlberg, Montafon, Bregenzerwald, Kleinwalsertal). De nombreux frontaliers vont travailler en Suisse et au Liechtenstein.
Parmi les entreprises d'importance figurent Blum et Grass à Höchst, Zumtobel à Dornbirn, Alpla à Hard (emballages plastiques), Doppelmayr à Wolfurt (remontées mécaniques), Rauch (de) à Rankweil et Pfanner à Lauterach (jus de fruit), et encore Suchard (chocolats) et Getzner-Textil à Bludenz.
La production d'électricité, d'origine principalement hydraulique, est l'un des secteurs-clé de l'économie du Vorarlberg. Celle-ci est principalement destinée à couvrir les pointes de consommation. Un accord avec le Bade-Wurtemberg explique des échanges de courant de base contre du courant disponible pour les pointes de consommation. En 2003, le Vorarlberg fut la première région d'Europe où il y eut plus d'énergie électrique renouvelable produite que consommée sur place[réf. nécessaire]. Ce courant « vert » est vendu à l'Allemagne, à la Suisse et à d'autres Länder autrichiens. Illwerke AG (de) est le principal électricien du Vorarlberg (75 %), sa production étant surtout d'origine hydraulique. VKW (de) est quant à elle l'entreprise qui exporte le plus d'électricité. Les lacs de barrage sont tous situés derrière le Montafon.
La région est aussi un carrefour sur le thème de la santé, ainsi le Medicinicum Lech est un congrès qui se tient chaque année depuis 2014 à Lech am Arlberg. Il s'agit du plus grand événement de santé publique de la région de Vorarlberg. Le principe de l'évènement est d'inviter des chercheurs et d'autres professionnels de santé à donner des conférences dans une approche interdisciplinaire qui s'appuie sur le rapprochement des médecines occidentales, orientales et des médecines alternatives.

## Universités et centres de recherche
Les deux plus hauts établissements d'enseignement supérieur du Vorarlberg sont l'université des sciences appliquées du Vorarlberg (Fachhochschule Vorarlberg) à Dornbirn et l'école supérieure de formation des enseignants du Vorarlberg (Pädagogische Hochschule Vorarlberg) à Feldkirch.
- L'université des sciences appliquées du Vorarlberg, fondée à l'origine comme école technique en 1989, a obtenu le statut d'université officiellement reconnue en 1999. Environ 1 370 étudiants sont formés aux programmes de licence et de master dans les domaines de l’économie, de la technologie, du design et des affaires sociales et de la santé. En outre, l'université attache une grande importance à la recherche et au développement. Elle coopère de manière intensive avec l'économie régionale et les institutions locales

- Le centre universitaire de formation des enseignants du Vorarlberg[13] a été fondé en 2007 et propose des diplômes de licence et de master en enseignement primaire et secondaire. Il gère également sa propre école primaire et secondaire, dans laquelle les étudiants de l'université peuvent effectuer leur stage d'enseignement.

- L'institut d'analyse des gaz respiratoires, dont la mission est de mener des recherches interdisciplinaires et de relever les défis liés à l'utilisation d'analyses non invasives de l'haleine, de la peau et de l'urine pour les études pharmacocinétiques ainsi que pour le diagnostic médical, la surveillance et le dépistage. Ces missions comprennent la recherche fondamentale, les études cliniques, la modélisation mathématique et le transfert de connaissances entre la science, la médecine et l'industrie[14].

- L’institut de médecine vasculaire du Vorarlberg (VIVIT), principalement axé sur l'étude et le traitement des maladies métaboliques et cardiovasculaires telles que le diabète et l'athérosclérose. En outre, le VIVIT se consacre à la recherche sur les affections rénales et le cancer.)[15]

- Le Conservatoire de musique du Vorarlberg, où depuis 1977, des musiciens professionnels suivent des cours de chant et d'instrumentation pour presque tous les types d'instruments à l'ancien couvent jésuite « Stella Matutina ». Stella propose deux programmes novateurs de licence et de maîtrise, et quelque 320 musiciens de 26 pays y étudient actuellement[16].

## Culture

### Langue
Le Vorarlberg est le seul Land autrichien dont la langue appartient à la famille alémanique (et non à l'austro-bavarois). L'alémanique est également parlé en Alsace, en Moselle, en Suisse, dans le sud de l'Allemagne, au Liechtenstein et en Italie dans la Haute Vallée du Lys.
voir article Vorarlbergeois.

### Philosophie
Tous les ans au mois de septembre, des philosophes, des penseurs, des écrivains et un public intéressé se donnent rendez-vous au Philosophicum Lech – pour la 23e fois du 25 au 29 septembre 2019. Le sujet pour l’année 2019 était « Les valeurs de la minorité. Les élites et la démocratie ».
Dans le cadre du Philosophicum a également lieu la remise du « Tractatus ». Ce prix doté de 25 000 euros récompense des publications remarquables dans le domaine de la philosophie culturelle.

### Festivals culturels

#### FAQ Bregenzerwald
Le FAQ Bregenzerwald est un forum de société créé en 2016 et qui se déroule dans la région du Bregenzerwald. Sur différents sites de la région sont proposées des conférences, des discussions, des lectures, des concerts, des promenades guidées et des expériences culinaires sur 4 à 6 jours selon les éditions. Les sujets centraux définis par les créateurs du festival, sont des questions fréquemment posées (FAQ), des questions de société déjà posées dans le passé, des questions sur le futur et des questions très actuelles.

#### Lichtstadt Feldkirch
Lichtstadt Feldkirch est un festival des lumières qui se déroule dans le centre-ville de Feldkirch. Cet évènement a connu sa première édition du 03 au 06 octobre 2018 à l’occasion du 800e anniversaire de la ville. C’est un festival de light art (littéralement « art lumineux » en anglais) est un art visuel dont le principal moyen d'expression est la lumière. La ville accueille des artistes internationaux qui utilisent comme support de projection les bâtiments historiques de la vieille ville ou y installent des œuvres qui émettent de la lumière pour créer dans des dispositifs artistiques audiovisuels.

#### POTENTIALe
Le POTENTIALe Messe & Festival est un évènement multiculturel qui regroupe à la fois un festival et une foire centrées sur l’art, l’artisanat, la photographie et le design. L’évènement souhaite mettre en avant la relation étroite entre le produit et le designer - avec des chaînes de production durables, des matériaux et des produits délibérément choisis dans un processus équitable. L'orientation interdisciplinaire et l'expansion constante du programme avec des conférences, des ateliers, des groupes de discussion sur l’architecture, des expositions de photographie ou la projection de films font de l'événement un lieu de rencontre de publics très variés.

#### Walserherbst
Le Walserherbst est un festival culturel qui se déroule dans le parc de la biosphère Großes Walsertal. Depuis 2004 et tous les deux ans, le programme propose une grande variété d’événements tels que des lectures, des concerts d’artistes internationaux jouant dans différents lieux et auberges, des expositions, des ateliers et des journées cinématographiques avec des films d'auteur et des documentaires européens contemporains.

#### Literaturfest Kleinwalsertal
La Literaturfest Kleinwalsertal est un festival littéraire qui se déroule dans la vallée de Kleinwalsertal. Ce festival a la volonté de proposer des lectures et ses événements en investissant de nombreux lieux inhabituels dans la vallée, qu’ils soient dans un lieu non traditionnel comme une piscine ou itinérant avec des lectures données en randonnées ou en bus.

### Architecture moderne
Les « Vorarlberger Baukünstler », groupe d'architectes et de charpentiers autrichiens du Vorarlberg, ont développé depuis le début des années 1980 une approche originale de la construction qui est maintenant considérée comme un modèle du développement durable dans la construction.
Plus de 500 constructions souvent exemplaires font de cette École du Vorarlberg un des pôles d'attraction importants en Europe pour les observateurs de l'architecture contemporaine, et un de ses membres, Hermann Kaufmann, a obtenu en 2007 le « Prix international d'architecture durable » (Global Award for Sustainable Architecture).
Le standard des constructions dites passives est la norme des constructions publiques depuis 2007. Cette volonté du Vorarlberg d'intégrer une dimension écologique dans son architecture et sa Baukultur (la culture de la construction) pousse des architectes français à visiter régulièrement cette région. Il y découvre des artisans locaux qui produisent avec des matériaux locaux, pour une forme proportion de logement passif, intérêt dans la queslité de l'air à l'intérieur des logements.
L’architecture typique du Vorarlberg est reconnaissable, elle allie tradition et modernité : lignes épurées, verre et bois local. Le confort et la qualité de vie sont des critères importants. Actuellement, de nombreuses maisons privées et bâtiments publics sont rénovés par des architectes, en privilégiant le bois de construction local et en limitant la dépense énergétique. Le Vorarlberg est décrit par l'autrice Dominique Gauzin-Müller, dans son livre L'architecture écologique du Vorarlberg - Un modèle social, économique et culturel, comme l'exemple le plus convaincant de la mise en pratique d’un développement écoresponsable à l’échelle d’un territoire européen au niveau des constructions mais aussi comme un modèle social.

#### Architektouren
Onze circuits de découverte de cette architecture, appelés « Architektouren » sillonnent les régions rurales ou citadines, en voiture ou en transports publics. Ils incluent des visites dans des musées ou autres édifices publics, des pauses culinaires ou artistiques. Ces circuits d’une journée ou demi-journée, sont réunis sur une application appelée « Urlaub und Freizeit » téléchargeable gratuitement et consultable sans connexion.
Ces 11 circuits parcourent les villes suivantes : 
- espaces locaux 1 : de Lochau à Brégence ;
- espaces locaux 2 : de Dornbirn à St Gerold ;
- ancien et moderne, route 1 : de Brégence à Schoppernau ;
- ancien et moderne, route 2 : de Dornbirn à Nenzing ;
- nature et paysages : de Lochau à Tschagguns/Vandans ;
- art et nature : de Brégence à Feldkirch ;
- art et culture : de Brégence à Dornbirn ;
- artisanat et innovation : de Brégence à Hard ;
- bois et matériaux 1: de Dornbirn à Doren ;
- bois et matériaux 2 : de Klaus à Feldkirch ;
- Getting Things Done Tour : The Makers Choice : de Lustenau à Götzis est aussi une exposition itinérante qui parcourt le monde après avoir séjourné en Vorarlberg.

#### Umgang
Douze villages de la région Bregenzerwald proposent des itinéraires de découverte appelés Umgang. Des panneaux attirent l’attention sur des bâtiments, des particularités culturelles, artisanales, touristiques, artistiques  ou écologiques. Ces balades sont aussi disponibles sous forme d’applications pour smartphone, pour découvrir l’architecture et les habitants de la région.

### Patrimoine rural

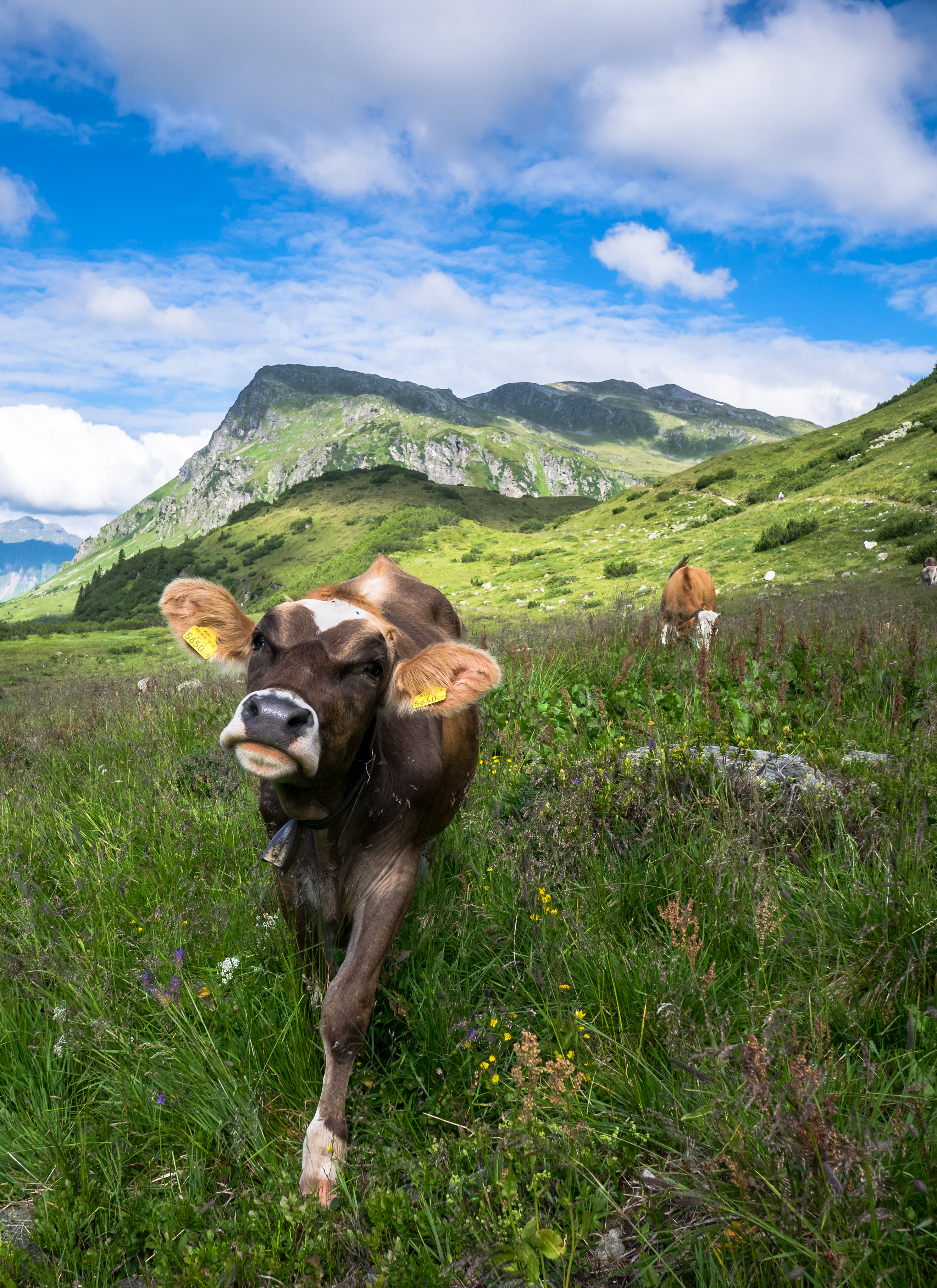
Un bovin dans le Vorarlberg. Au loin, le sommet de l'Augstenberg, 2489 m.

#### Route du fromage
L'élevage est aussi une activité importante. La « route du Fromage » (Käsestrasse) du Bregenzerwald n’est pas une route au sens propre du terme. C’est plutôt l’association d’experts de plusieurs disciplines : agriculteurs, éleveurs, fabricants de fromages, restaurateurs… Elle existe depuis plus de 15 ans, comprend 24 villages et compte plus de 160 membres. Ceux-ci organisent tout au long de l’année des manifestations, invitent à des dégustations et introduisent les visiteurs dans l’art de la production fromagère. Les étapes de la route du Fromage sont, outre les auberges et fromageries, par exemple la cave à Fromages à Lingenau, dans laquelle des milliers de fromages viennent à maturité, l’école du Fromage à Egg, où un cours intensif permet en peu de temps d’apprendre à faire son propre fromage frais.

#### Transhumance
La forme d’élevage ancestrale en trois étapes d’alpage appelée transhumance alpine (Dreistufenwirtschaft) est présente dans la région du Vorarlberg, et plus particulièrement dans le Bregenzerwald. Les éleveurs suivent la végétation avec leur bétail dans les régions alpines. Cela signifie qu’ils changent d’alpages plusieurs fois par an : dans les fermes de vallée, dans les fermettes de moyenne montagne à environ 1 500 m d’altitude en début d’été, puis dans les hauts alpages à une altitude de 1 600 à 2 000 mètres.
Depuis 2011, la transhumance en trois étapes du Bregenzerwald appartient au patrimoine culturel immatériel de l’UNESCO de la liste autrichienne. Elle se distingue par son autonomie particulière au sein de l’Autriche et est bien implantée dans la vie quotidienne.

#### LeGauertaler AlpkulTour
Les techniques agricoles ancestrales toujours utilisées dans la région sont thématisées au fil des treize stations du sentier artistique Gauertaler AlpkulTour. Dans la vallée d’altitude du Gauertal, les marcheurs peuvent découvrir le paysage culturel des massifs du Montafon et du Rätikon. Treize sculptures en bois de pin de l’artiste local Roland Haas jalonnent le parcours de presque 13 kilomètres. Des visites guidées, des brochures, ainsi que des QR-codes complètent l’itinéraire.

### Gastronomie
L'influence de la cuisine alémanique des pays voisins s'exerce davantage sur la cuisine du Vorarlberg que sur la cuisine autrichienne. Le fromage et les autres produits laitiers jouent un rôle majeur dans les repas traditionnels du Vorarlberg. Les plats typiques de la région du Vorarlberg sont les suivants : Käsespätzle ou Käsknöpfle (nouilles de farine et d'œufs avec du fromage et des oignons), Riebel (plat de semoule de maïs et de blé, servi épicé ou sucré), Flädlesuppe (bouillon avec des bandes de crêpes salées), Grumpara mit Käs (pâtisserie au fromage), Öpfelküachle (pommes cuites dans de la pâte à crêpes, garnies de sucre et de cannelle). On y cuisine aussi des plats à base de bois dans le Kleinwalsertal, bourgeons épicea ou pouces de bouleau . Les Mostbröckle (saucisses saumurées et fumées), originaires de Suisse, sont également très populaires.

#### Produits laitiers de la région
- Bergkäse ("fromage de montagne"). La texture du Bergkäse est plutôt dure, parfois avec de petits trous ou fissures, avec un goût fort, parfois de noisette. Au sens strict, le Bergkäse est un fromage produit en basse montagne (entre 600 et 1500 m). Les exemples de Bergkäse du Vorarlberg sont le Vorarlberger Bergkäse ou le Großwalsertaler Bergkäse nommé « Walserstolz »[25].
- Alpkäse (en)(« fromage d'alpage »). L'Alpkäse est un fromage à pâte dure qui ressemble au Bergkäse par son goût et sa texture. La différence entre ces fromages réside dans la période et le lieu de production. Le Bergkäse est produit toute l'année, donc même en hiver, lorsque les animaux sont à l'étable et nourris de foin. L'Alpkäse est un produit saisonnier, produit uniquement en été, entre mai et septembre, dans les prairies de haute montagne entre 1200 et 1700 m (alpages), où les animaux broutent des herbes alpines[26].
- Sura Kees (en)("fromage acide"). Originaire de la vallée du Montafon, le Sura Kees y est connu depuis le XIIIe siècle et ressemble au fromage gris tyrolien. Il s'agit d'un fromage à faible teneur en matières grasses dont l'arôme doux rappelle celui du fromage à la crème. Son goût varie de légèrement piquant à acide, avec toujours une note salée. Le Sura Kees est généralement servi avec du vinaigre, de l'huile et des oignons, ou seul sur du pain noir ou avec des pommes de terre[27].

### Musées

#### Vorarlberg museum
Fondé en 1857, ce musée est le point central pour l'art et la culture du Land Vorarlberg. il est dédié à l'histoire, l'histoire de l'art, l'archéologie et le folklore. Les témoignages patrimoniaux y sont collectés, conservés, explorés et rendus accessible au public.

#### Musée d'art de Brégence

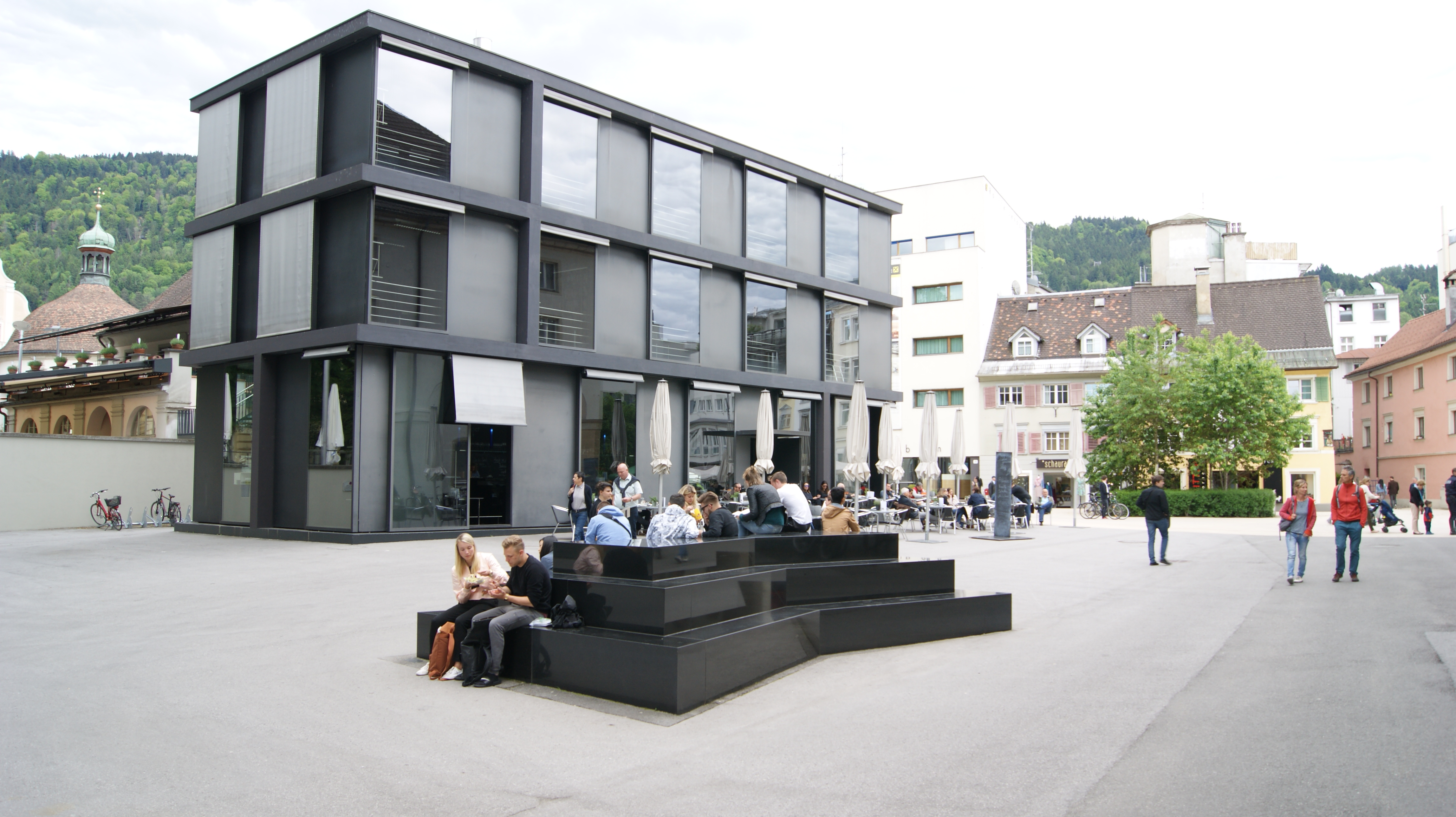
Musée d'art de Bregenz.

En allemand Kunsthaus Bregenz, abrégé en KUB, est une maison d'expositions consacrée à l'art contemporain international. Grâce à son programme d'expositions ambitieuses et son architecture unique imaginée par Peter Zumthor, prix Pritzker 2009, le Kunsthaus est connu parmi les amateurs d’art et d’architecture.

#### Musée juif de Hohenems
Ouvert en 1991, c'est un musée régional consacré à la communauté juive de Hohenems en Autriche et à ses multiples contributions au développement du Vorarlberg et la région alpine.

#### Inatura
C'est le musée d’histoire naturelle de la ville autrichienne Dornbirn. C’est l’un des trois musées régionaux de Vorarlberg et l’un des plus grands et plus modernes musée d’histoire naturelle de la région du lac de Constance. Installé dans une ancienne usine, le musée comprend aussi un centre de documentation sur la nature et une exposition interactive.

#### Werkraum Haus Andelsbuch
L'atelier (Werkraum) est une association et une coopérative d'artisans et de commerçants d'Andelsbuch/de la forêt de Bregenz. Sa conception repose sur deux idées de base : d'une part, le bâtiment en forme de halle sert de lieu de rencontre et d'autre part c'est c'est un vitrine pour la culture artisanale de la forêt de Bregenz.

#### L'art dans l'espace public
Plusieurs installations artistiques et sculptures monumentales sont présentes dans le Vorarlberg et sont visibles dans les villes. Homage to Brigantium à Bregenz, Ready Maid à Brégenze, a Porsche made of concrete de Gottfried Bechtold, les installations lumineuses de Silvretta Bielerhöhe, le pont Sägerbrücke à Dornbirn.

### Festivals de musique

#### Festival de Brégence
Le festival de Brégence (en allemand : Bregenzer Festspiele) est un festival culturel consacré avant tout aux opéras qui a lieu tous les étés à Brégence. Le festival est notamment réputé pour sa grande scène flottante sur le bord du lac de Constance, ses décors de scène surdimensionnés et son acoustique unique, obtenue grâce à la technique d’audition directionnelle de Brégence.

#### Schubertiade
Schubertiade est le nom pour les festivals de musique classique consacré à l’œuvre de Schubert. Les plus importants ont lieu principalement à Hohenems. Il y a environ 80 concerts par an.

#### Festival Poolbar
Le festival Poolbar (allemand : Poolbar Festival) est un festival de musique qui se consacre à la musique pop, à la mode, à l’architecture et au design. Il y des concerts, des courts métrages, des cabarets, du slam et des performances de mode. Le site principal du festival, qui a lieu en juillet et en août à Feldkirch, est l’ancienne piscine située près du centre-ville.

#### Tanzcafé Arlberg Music Festival
Le Tanzcafé Arlberg Music Festival est un évènement culturel de musique et de danse qui se déroule à Lech Zürs.
Ce festival a lieu chaque année au printemps, pendant deux semaines, et propose gratuitement des concerts en plein air et des activités de danse, au moment de l’après-ski. La programmation musicale se veut diversifiée et inclut tous les styles de musiques qui vont du swing jazz et du big band à la pop, au funk, au R&B, aux cuivres urbains et aux rythmes électro. La sélection des artistes est ouverte et présente à la fois des références internationales comme des artistes locaux. En plus de ces concerts qui sont répartis partout dans la station, des ateliers de danse, de découverte ou de perfectionnement pour tous niveaux sont proposés, notamment pour les amateurs de Lindy Hop.

#### Montafoner Resonanzen

Concert d'ouverture du Montafoner Resonanzen 2020

Le festival a été fondé en 1977 sous le nom de Montafoner Sommerkonzerte. Depuis 2017, le festival a été rebaptisé Montafoner Resonanzen et continue à rassembler des musiciens internationaux renommés et représentant de nombreux genres musicaux : musique à vent, de chambre du jazz à la musique folklorique, en passant par le cross-over et l'orgue. Chaque année, à Montafon, le festival accueille en moyenne 2 700 spectateurs dans des lieux parfois inhabituels tels qu'une prairie en face d'un hôtel ou un refuge de montagne.

#### Bludenzer Tage zeitgemäßer Musik
Le Bludenzer Tage zeitgemäßer Musik est un festival international de musique contemporaine qui se déroule à Bludenz depuis 1988. Au cours de ses trois décennies d’existence, environ 200 premières mondiales et de nombreuses pièces ont été commandées dans le cadre du festival. Le festival se déroule dans le centre culturel, la Remise Bludenz, et a pour objectif en octobre de chaque année de rendre la musique classique contemporaine accessible au plus grand nombre.

#### Montforter Zwischentöne

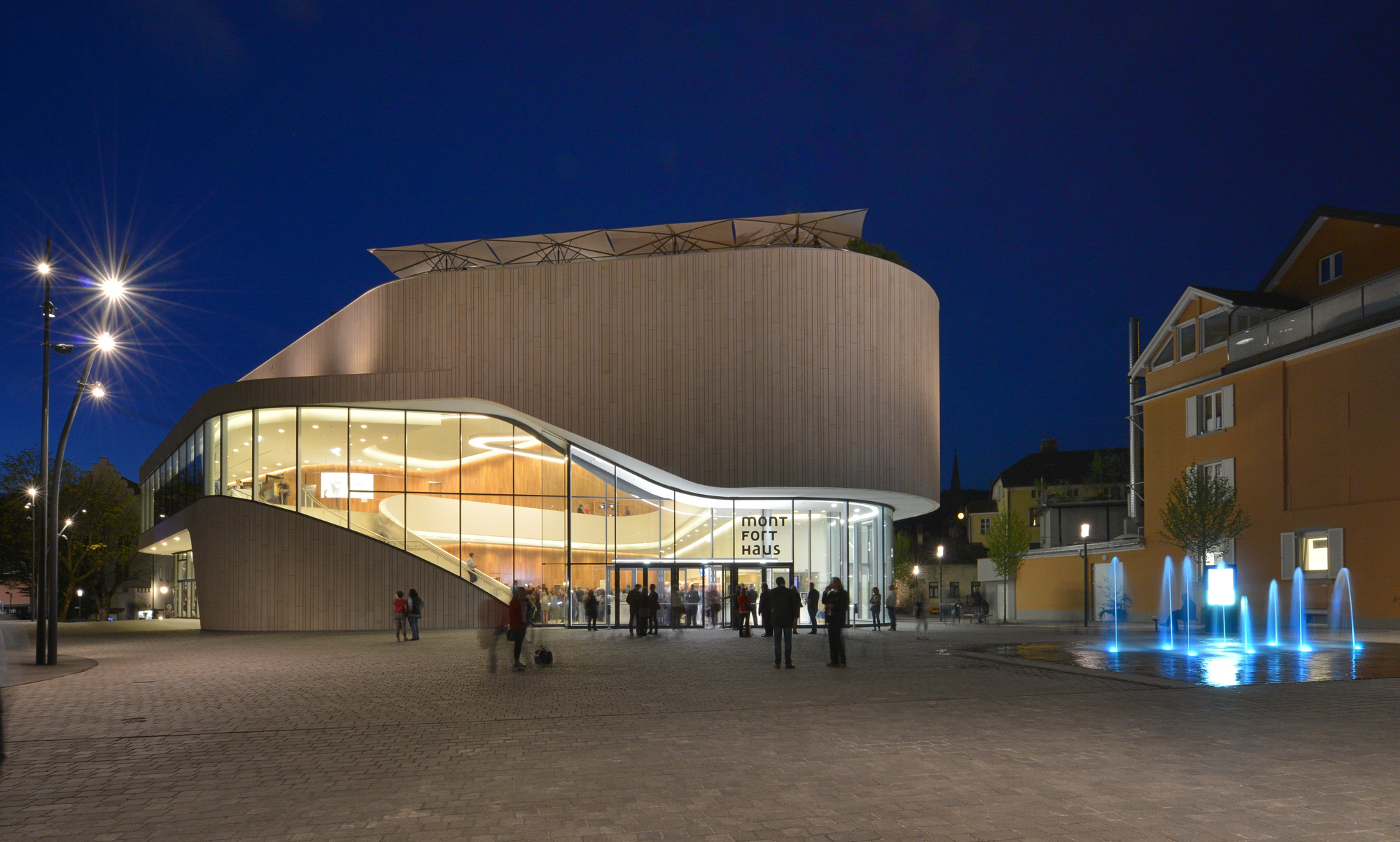
Montforthaus

Le festival de musique Montforter Zwischentöne, les nuances de Montfort, se déroule depuis février 2015 à Feldkirch, sous la forme d'une série d'événements répartis sur trois week-ends dans l'année. Chacune des éditions est consacrée et se développe autour d'un thème principal qui mêle musique et philosophie. On compte parmi les lieux où se déroulent les concerts et évènements la Montforthaus Feldkirch, le monastère des Capucins de Feldkirch, la vieille ville, le cinéma Rio, la Johanniterkirche (de) et l'ancienne piscine couverte du Collège Stella Matutina de Feldkirch. Le concours Hugo est organisé chaque année dans le cadre du festival, il s'agit d'un concours international d'étudiants pour de nouveaux formats de concerts.

## Tourisme
Le tourisme en Vorarlberg joue un rôle économique paradoxalement assez peu important, alors que la région est une destination touristique assez prisée. La part de valeur ajoutée brute est d’environ 6 %. Pour l’année 2002/2003 par exemple, ce sont 2,1 milliards d'euros de recette qui furent dégagées.
La région de Montafon, la petite vallée de Walser (Kleinwalsertal) et la forêt de Brégence (Bregenzerwald), l’Arlberg, la région de Bludenz et la région du lac de Constance-Rhin alpin sont des régions touristiques attractives.

### Sports

#### Ski alpin
Le Vorarlberg jouit d’une longue tradition dans le domaine du ski alpin, pratiqué depuis plus de cent ans. Deux tiers de la région se situent à plus de 1 000 m d’altitude. La trentaine de domaines skiables, entre 1 400 et 2 400 m d’altitude, sont souvent enneigés en hiver. Certains versants sont aménagés pour le ski sur pistes et d’autres laissés au ski hors-piste.

#### Ski de randonnée
Une des randonnées les plus exigeantes passe par le plus haut sommet du Rätikon, le Schesaplana, à 2 965 m d’altitude. La montée dure environ cinq heures et est récompensée par la vue imprenante et la descente. On peut passer la nuit dans le refuge de la Totalphütte.
Dans le parc de biosphère Großes Walsertal des guides enseignent les rudiments du ski de randonnée : quels équipements de sécurité avoir, comment gérer l’effort lors de l’ascension et optimiser la descente.
Lorsque les télésièges s’arrêtent en fin de journée, à Gargellen dans le Montafon, la poudreuse appartient aux randonneurs à ski : chaque mercredi à 16 heures, l’ascension de 220 m de dénivelé accessible aussi aux débutants commence au soleil couchant, et la descente se fait à la lampe frontale.

#### Ski hors piste
Le circuit hors-piste du Vorarlberg (Ski Ride Vorarlberg-Tour) relie la petite vallée des Walser (Kleinwalsertal) au nord à celle de Montafon au sud. En petits groupes de 6 skieurs maximum, accompagnés de guides professionnels, les sportifs peuvent découvrir la haute-montagne. Mélange de randonnée, de ski et de freeride, ce circuit comprend des ascensions d’une durée maximum d’1 h 30 et de 400 m de dénivelé, pendant une semaine. Les guides apportent des connaissances sur la montagne et les régions traversées et des conseils techniques en ski.

#### Snowboard
Le championnat de snowboard de Montafon fait partie depuis la saison 2012-2013 de la coupe du monde de snowboard. Il est organisé par le Comité international de ski et le Comité autrichien de ski. Les partenaires les plus importants de la coupe du monde sont Silvretta Montafon et Montafon Tourismus. Le comité d’organisation comprend le président Peter Marko et le secrétaire général Christian Speckle. La piste de snowboardcross fait 980 m de long et celle de slalom parallèle 280 m. Les épreuves ont lieu à Schruns, dans le massif du Montafon en région Vorarberg.

#### Randonnée
Le Vorarlberg recèle de très nombreux chemins de randonnée, avec des paysages variés : des tourbières aux bordures de lacs, en passant par la haute montagne. La région du Vorarlberg a créé l'initiative « Naturvielfalt » (diversité naturelle) pour mettre en valeur ses 39 réserves naturelles protégées Natura-2000. Six mille kilomètres de chemins de randonnée sont balisés, avec trois différents niveaux de difficultés ; il est notamment possible de signaler :
- le « Min Weag » (en dialecte vorarlbergeois « mon chemin ») est une longue boucle de randonnée (400 km) qui comprend 31 étapes. Elle fait le tour du Vorarlberg et passe par des paysages de six régions, des collines de la forêt de Brégence jusqu’aux hauteurs de la Silvretta ou du Rätikon. Les marcheurs peuvent commencer à n’importe quel endroit de la boucle et parcourir la distance qu’ils souhaitent ;
- le Gauertaler AltkulTour décrit ci-dessus.

Neuf téléphériques d'été proposent des découvertes de la région avec des thématiques différentes.

#### Cyclotourisme
Trois cents kilomètres de pistes cyclables parcourent la région du Vorarlberg, auxquelles s'ajoutent les voies cyclables le long des routes et la piste de 260 km de long qui fait le tour du lac de Constance. Mille cinq cents kilomètres de pistes pour VTT ont été balisées et aménagées, il est également possible de faire des parcours qui combinent randonnée et VTT. La location de vélos électriques s'est développée. Il existe également un Gravel Tour de 280 km avec un dénivelé de 7020 mètres qu'il est possible de parcourir en deux ou trois jours, ce parcours vous emmène des sommets à 3000m d'altitudes jusqu'au lac de Constance.

## Évènements sportifs

### Mehrkampf-Meeting Götzis

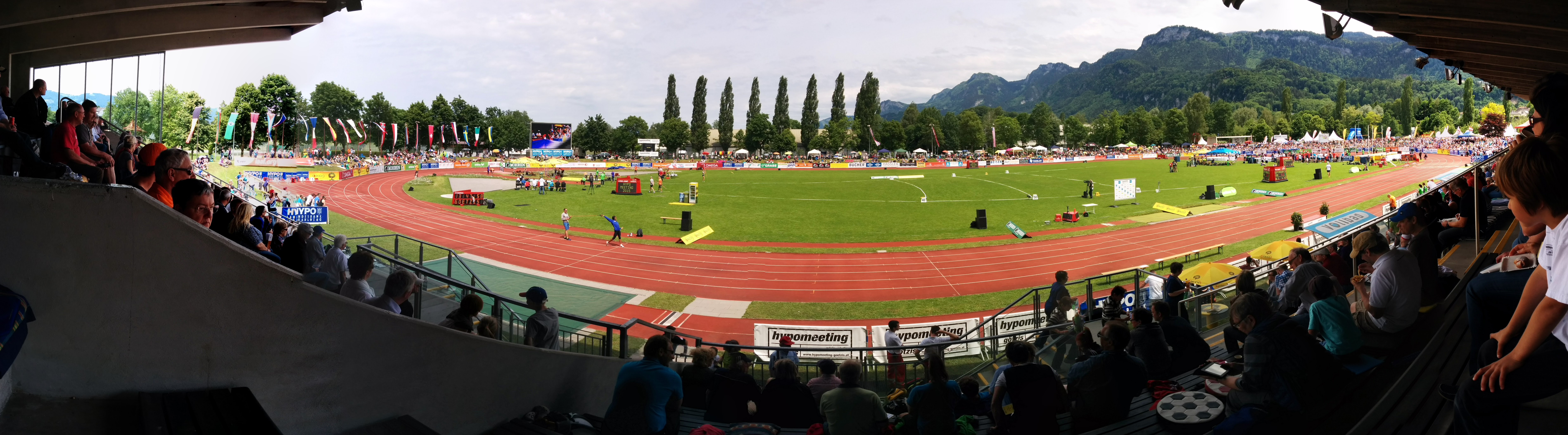
Hypo-Meeting 2015, Götzis

Le Hypo-Meeting ou Mehrkampf-Meeting Götzis est une compétition d'athlétisme disputé à Götzis, réunissant les meilleurs athlètes mondiaux dans les disciplines des épreuves combinées. Créé en 1975, le meeting se déroule chaque année entre mai et juin au Möslestadion, en faisant partie du calendrier de la Coupe du monde des épreuves combinées IAAF.

### World Gymnaestrada
La World Gymnaestrada est le plus grand festival mondial de gymnastique et se tient tous les 4 ans depuis 1953, principalement dans les grandes villes européennes. L'objectif de l'événement est de rassembler des gens du monde entier pour la gymnastique, sans pression pour performer et sans compétition. Déjà en 2007, elle s'est déroulée à Dornbirn, Lustenau et sur huit scènes extérieures dans toute la vallée du Rhin avec 22 000 participants de 53 nations. En 2019, la World Gymnaestrada s'est déroulée pour la deuxième fois à Dornbirn. Sous la devise « Come together. Show your colours! » jusqu'à 20 000 athlètes de 69 nations étaient attendus.

### Coupe du monde de snowboard Montafon
La Coupe du monde de snowboard à Montafon fait partie de la Coupe du Monde de Snowboard de la Fédération Internationale de Ski depuis la saison 2012/13. Les meilleurs snowboarders internationaux se retrouvent pour des courses sur la piste escarpée et sinueuse du domaine skiable de Silvretta Montafon, une vallée au sud du Vorarlberg.

### Weißer Ring
Ce circuit de ski s'étend sur plusieurs pistes entre Lech, Zürs, Zug et Oberlech. Il a une longueur totale de près de 22 km et dépasse un dénivelé total de 5 500 m. Le circuit est ouvert pour le public et il y a aussi des compétitions.

## Galerie

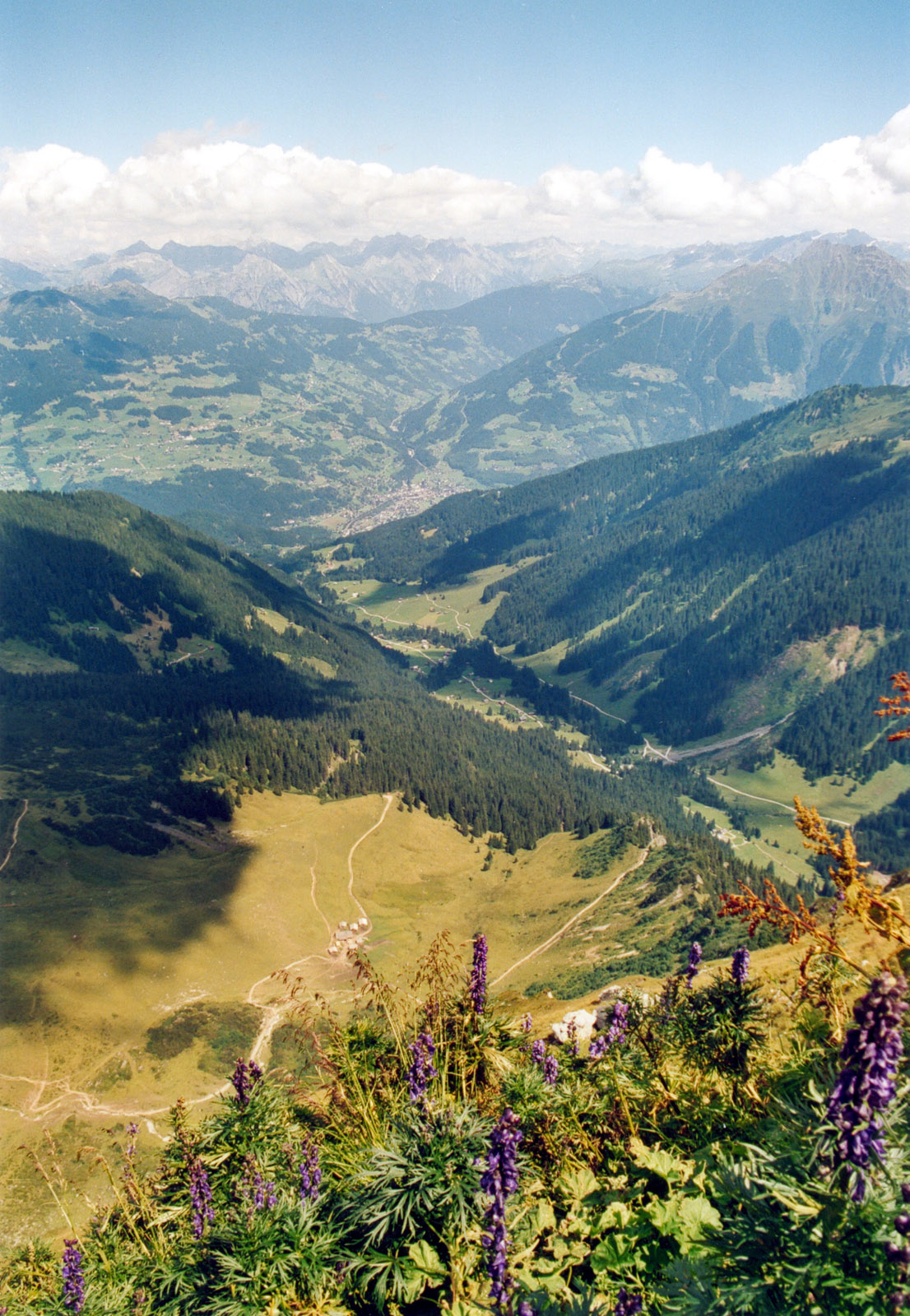
Paysage
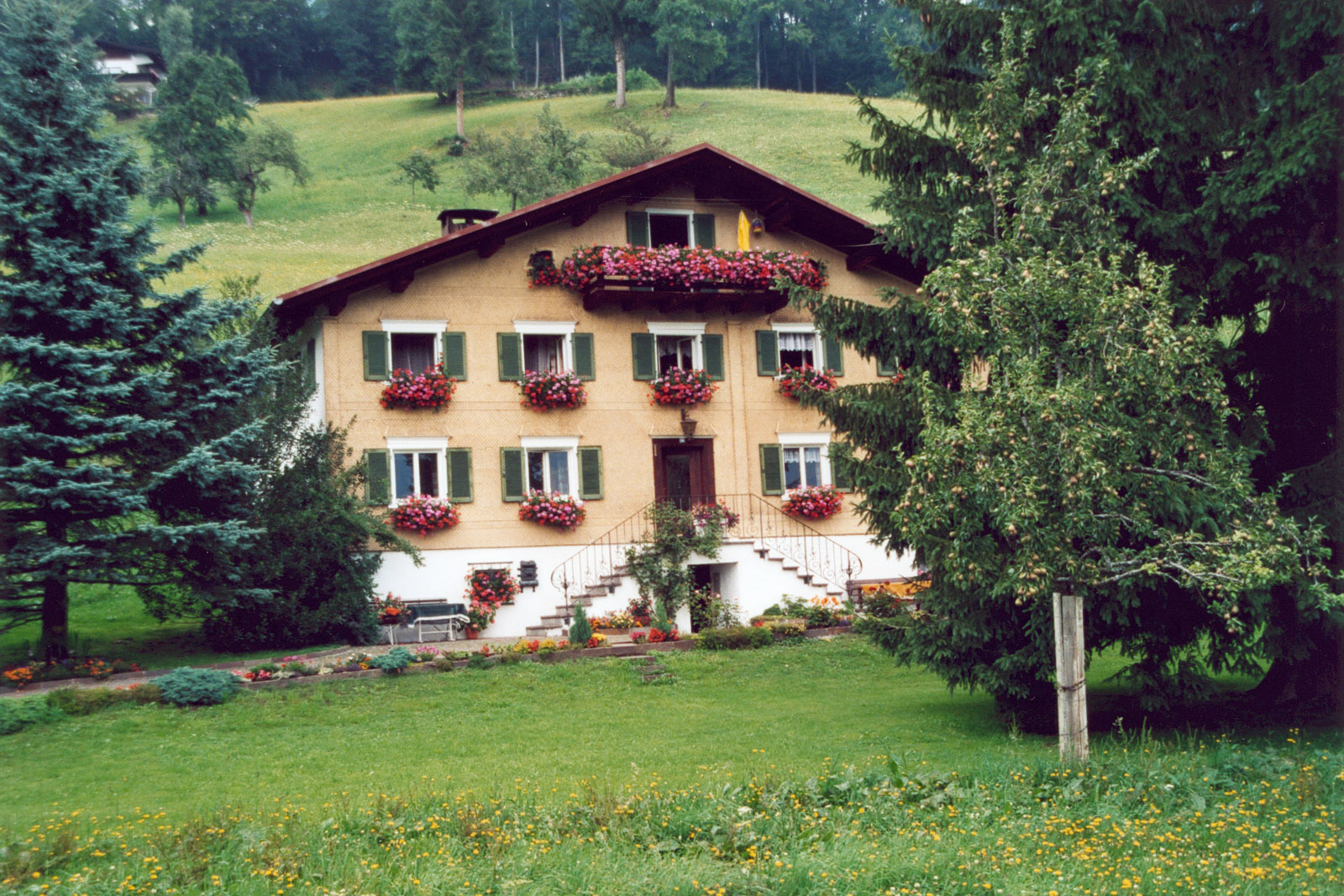
et maison familiale
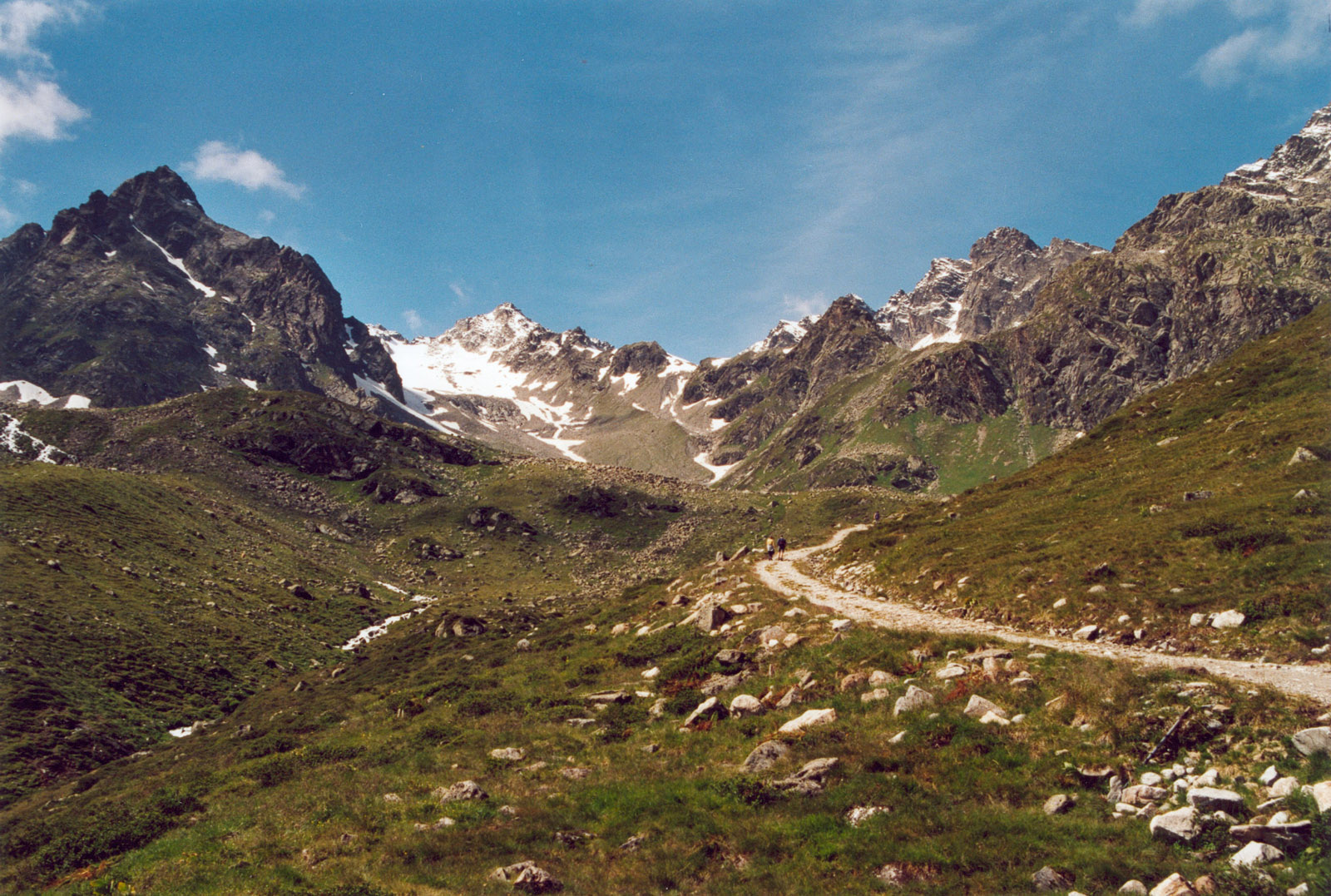
du Vorarlberg
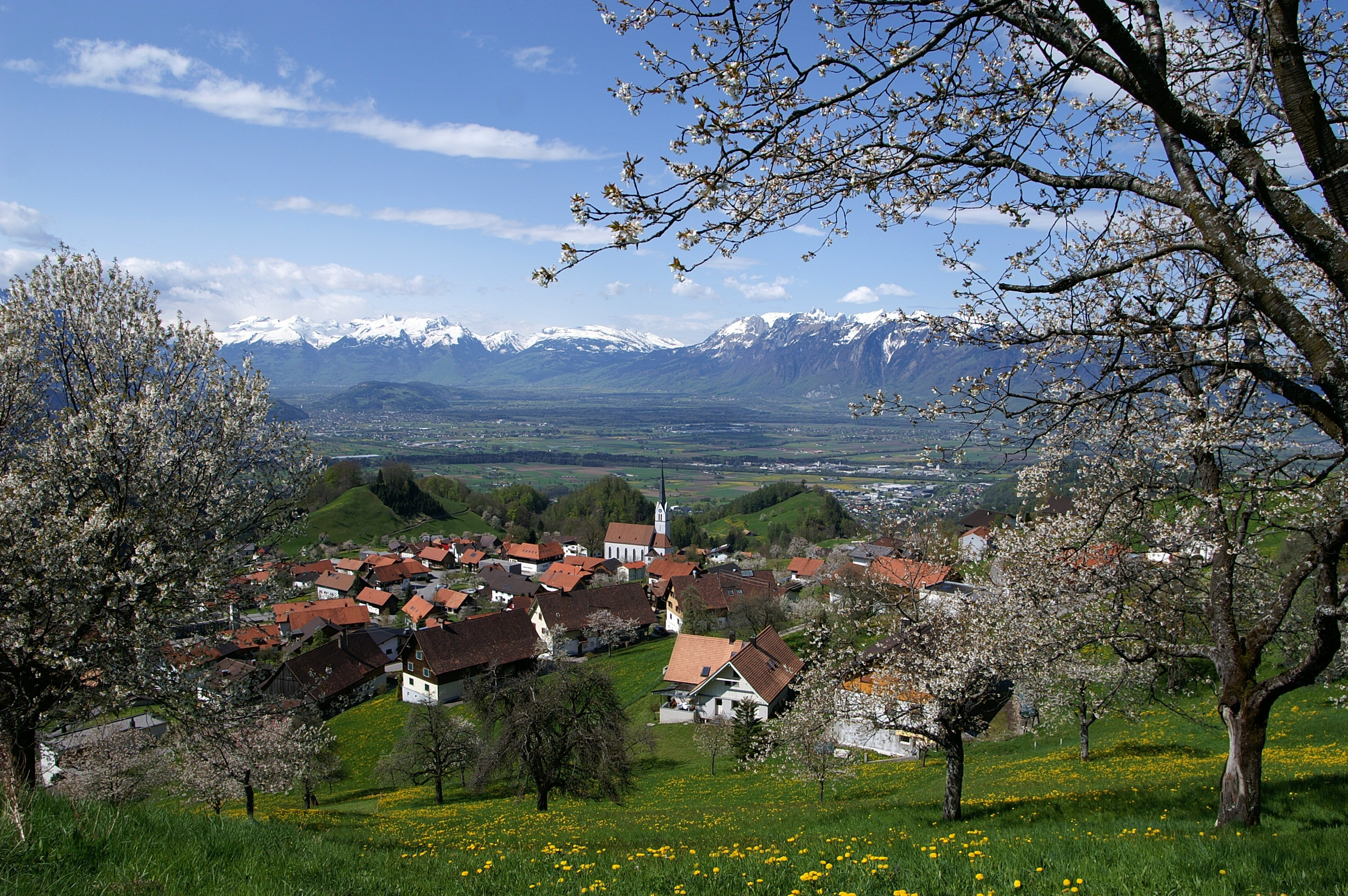
Village de Fraxern avec cerisiers en fleur ; en arrière plan, la vallée du Rhin et les Alpes suisses.
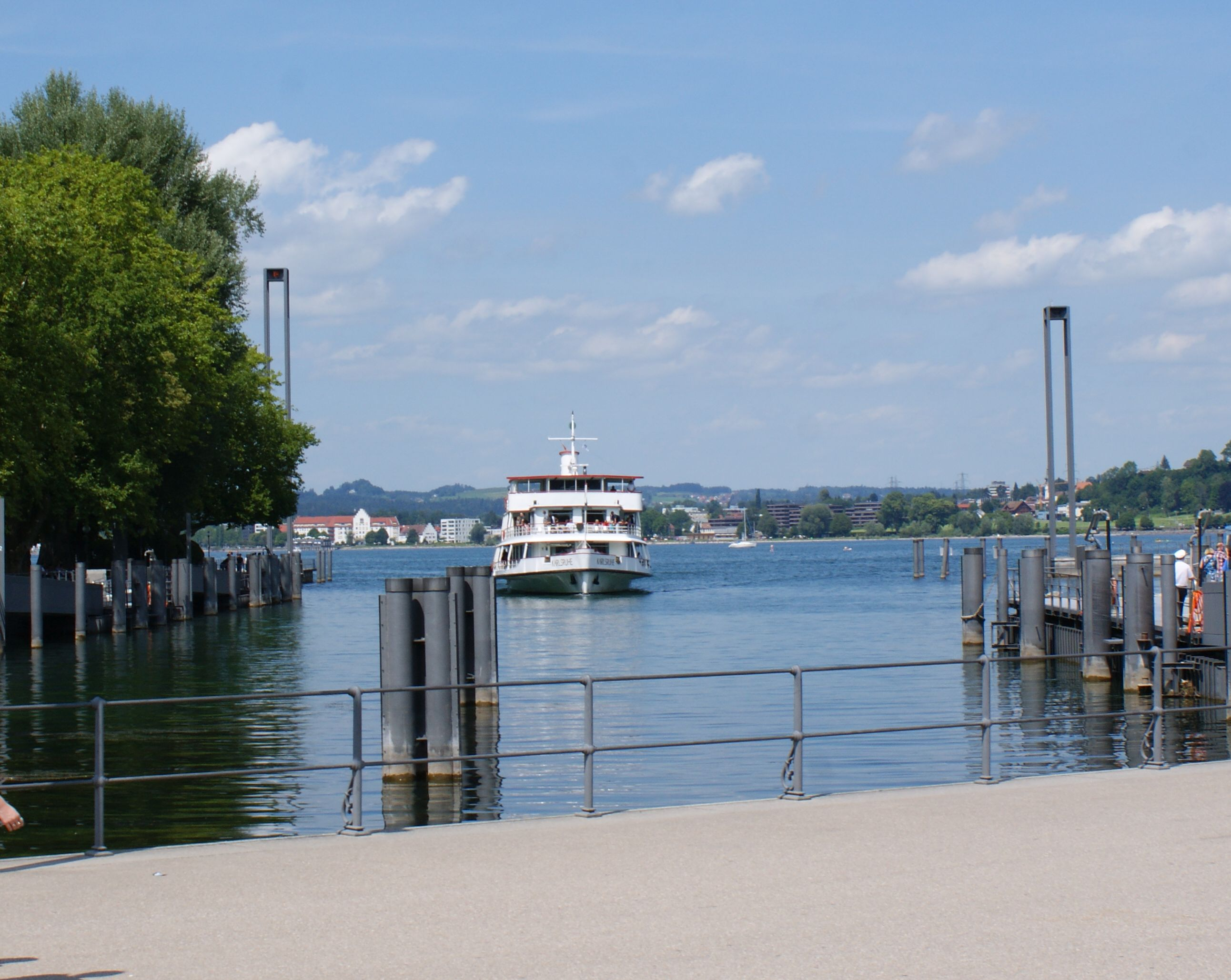
Lac de Constance à Brégence.
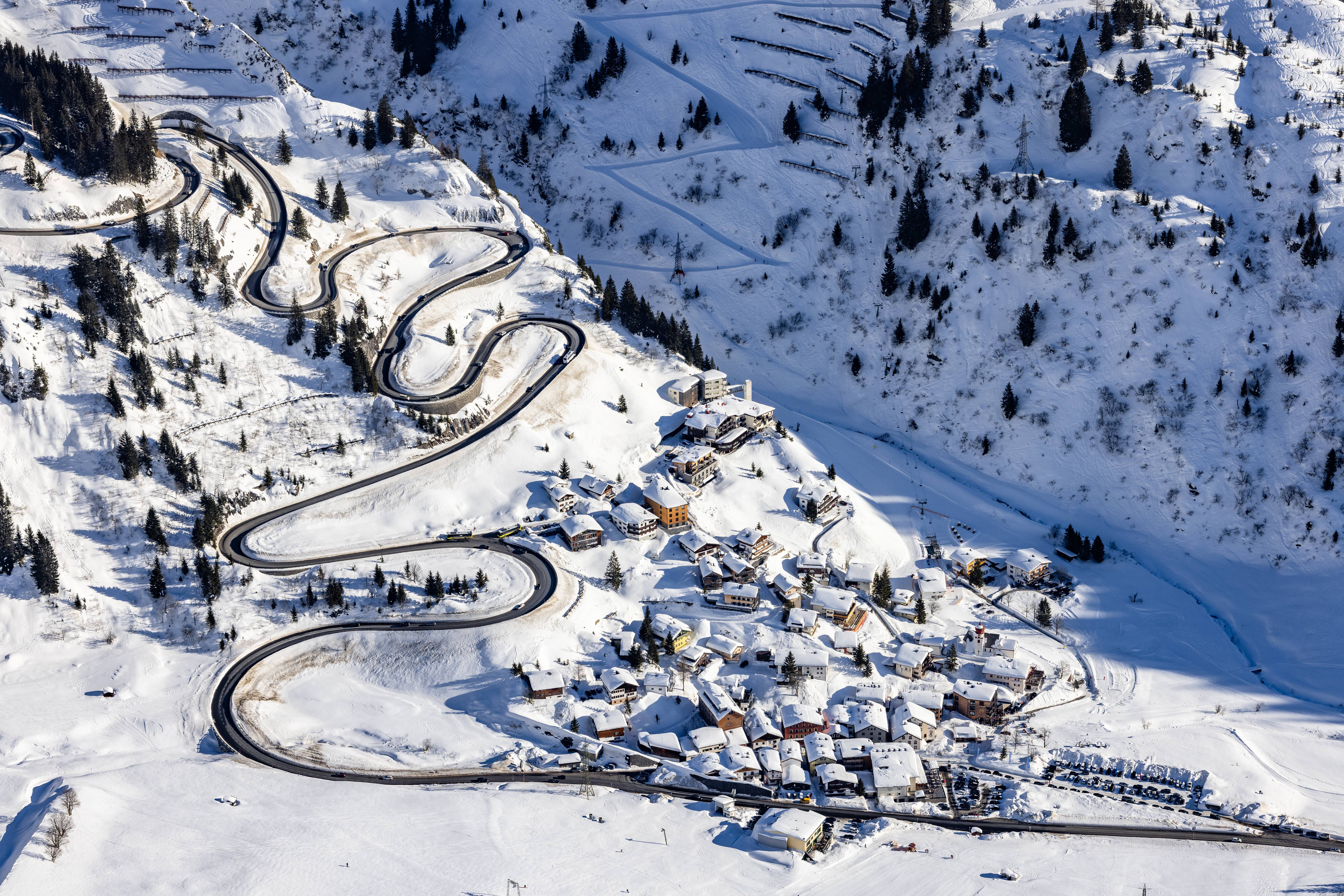
Virages en lacet.